# ابن رزين التجيبي
ابن رزين التجيبي هو علي بن محمد بن أبي القاسم بن محمد بن محمد بن أبي بكر بن رزين به عرف التجيبي المرسي. ولد في مرسيه الاندلس (نحو 626 - 692 هـ‍) و توفي في تونس (1229 - 1293 م) هو محدث وفقيه ومؤرخ نزيل تونس.

## حياته
كان ابن رزين التجيبي عالمًا أندلسيًا مسلمًا من القرن الثالث عشر، ألّف كتابًا واحد فقط في الطبخ نجا من تلك الحقبة. وُلد التجيبي عام 1227 لعائلة ثرية من العلماء المقيمين في مرسية. دفعت حروب الاسترداد العديد من العائلات المسلمة إلى الفرار، بما في ذلك عائلة التجيبي. في عام 1247، استقرت العائلة في سبتة اولا عندما كان عمر التيجيبي 18 سنة ثما انتقل الى بجاية. وبحلول عام 1259، انتقل التجيبي إلى تونس  وكان عمره انى ذاك 30 سنة.

## مؤلفاته
له مؤلفات عدة لكن أغلبها مفقودة. ومما بقي من آثاره: «فضالة الخوان في طیّبات الطعام والألوان».

## المخطوطات
هناك ثلاث مخطوطات معروفة موجودة للنص:
Staatsbibliothek zu Berlin، Wetzstein 1207
المكتبة البريطانية، Or5927
ريال أكاديميا دي لا هيستوريا (مدريد)، جايانجوس السادس عشر
قام دانييل نيومان بترجمة كتاب الطبخ تحت عنوان كتاب طبخ المنفي: كنوز الطهي في العصور الوسطى من الأندلس وشمال إفريقيا ، والذي نُشر في عام 2023.